# Samsung Galaxy A3 (2017)
Il Samsung Galaxy A3, chiamato A3 (2017) per distinguerlo dagli omonimi modelli usciti nel 2015 e nel 2016, è uno smartphone di fascia media prodotto da Samsung, facente parte della serie Samsung Galaxy A.

## Caratteristiche tecniche

### Hardware
Il Galaxy A3 è uno smartphone con form factor di tipo slate, misura 134,5 × 65,2 × 7,3 millimetri e pesa 132 grammi.
Il dispositivo è dotato di connettività GSM, HSPA, LTE, di Wi-Fi 802.11 a/b/g/n/ac dual-band con supporto a Wi-Fi Direct ed hotspot, di Bluetooth 4.2 con A2DP ed LE, di GPS con A-GPS e GLONASS, di NFC, di radio FM e di supporto ANT+ e Samsung Pay. Ha una porta microUSB-C 2.0 con connettore USB-C 1.0 ed un ingresso per jack audio da 3,5 mm.
Il Galaxy A3 è dotato di schermo touchscreen capacitivo da 4,7 pollici di diagonale, di tipo Super AMOLED con aspect ratio 16:9 e risoluzione HD 720p (densità di 312 pixel per pollice), protetto da un vetro Corning Gorilla Glass 4. Il frame laterale è in alluminio ed il retro è in vetro, protetto da Gorilla Glass 4. La batteria agli ioni di litio da 2350 mAh non è removibile dall'utente.
Inoltre, il dispositivo è impermeabile secondo lo standard di certificazione IP68.
Il chipset è un Exynos 7870 Octa, CPU octa-core formata da 8 Cortex-A53 a 1.6 GHZ e GPU Mali-T830 MP1. La memoria interna di tipo eMMC 5.1 è di 16 GB, mentre la RAM è di 2 GB.
La fotocamera posteriore ha un sensore CMOS da 13 megapixel, dotata di autofocus e flash LED, in grado di registrare al massimo video Full HD a 30 fotogrammi al secondo, mentre la fotocamera anteriore è da 8 megapixel.

### Software
Il sistema operativo è originario è Android, in versione 6.0.1 Marshmallow con interfaccia utente TouchWiz Grace UX aggiornabile ufficialmente fino ad Android 8.0 Oreo con interfaccia Samsung Experience 9.0.
Le ultime patch di sicurezza disponibili risalgono a novembre 2020 per il modello italiano.

## Commercializzazione
Il dispositivo è stato immesso sul mercato a inizio 2017.
TuttoAndroid l'ha definito "piccolo ed equilibrato", HDBlog "piccolo, elegante e potente" ed AndroidWorld l'ha valutato 8.4/10, apprezzandone l'impermeabilità, le dimensioni ridotte, l'autonomia della batteria e la qualità costruttiva, criticandone assenza di vibrazione di tasti e tastiera, l'alto prezzo di lancio e la presenza di Marshmallow anziché Nougat di serie.

### Versioni
La seguente tabella riassume le differenze tra le versioni di A3 (2017).
| Versione | Mercato                               | SIM e microSD                            |
| -------- | ------------------------------------- | ---------------------------------------- |
| A320FL   | Europa                                | Slot SIM + slot microSD                  |
| A320F    | UAE, Turchia                          | Slot SIM + slot microSD                  |
| A320F/DS | Globale                               | Slot SIM + slot ibrido (SIM 2 o microSD) |
| A320Y/DS | America Latina, Indonesia, Thailandia | Slot SIM + slot ibrido (SIM 2 o microSD) |
| A320Y    | Messico, Nuova Zelanda                | Slot SIM + slot microSD                  |